# 박인수 사건
박인수 사건이란 대한민국 제1공화국 정부 시기였던 1950년대 중반 대한민국 현역 해군 헌병 대위를 사칭한 박인수가 70여명의 여성들과 무분별한 성관계를 가졌던 성추문 사건을 말한다. 박인수는 단 한 명의 여성만이 처녀였다고 자신의 결백을 호소 및 주장하였으며 1심에서는 무죄, 2심과 3심에서는 1년의 징역형을 선고받았다.

## 개요
1954년 4월부터 1955년 6월까지 해군 헌병 대위 계급을 사칭한 박인수가 여대생을 비롯해 70여명의 여인을 간음한 혐의로 구속되어 재판을 받았다.
박인수는 중학교 시절에 8·15 해방을 목도하였지만 궁핍함이 이루 말할 수 없는 가정 형편 때문에 결국 중고등학교도 간신히 나왔으며 6·25 사변 때는 다니던 대학을 중퇴하고 해병대에서 헌병 부사관으로 복무 및 한국 전쟁 참전하던 중 애인에게 배반을 당하자 타락감에 불타 결국 복수를 결심했다. 박인수는 군에서 해병대 헌병 중사 예편(전역)한 1954년 4월부터 주로 해군 장교 구락부, 국일관, 낙원장 등을 무대로 해군 헌병 대위를 사칭하며 소위 '처녀 사냥'에 나섰다. 그리고 불과 1년 남짓한 사이에 70여 명의 여성과 관계하였다.
훤칠한 키의 미남자였던 박인수는 헌병으로 복무 시절 익힌 사교춤 실력으로 여성들을 유혹했는데 피해 여성들의 상당수가 여대생들이었으며 국회의원과 고위 관료의 딸도 포함되어 있었다고 한다.
법정에서는 검사가 '혼인을 빙자한 간음'이라고 주장했으나, 박인수는 이를 부인하였다. 박인수는 '자신은 결혼을 약속한 적이 없고, 여성들이 스스로 몸을 제공했다.' 하면서 그 많은 여대생은 대부분 처녀가 아니었으며 단지 미용사였던 한 여성만이 처녀였다고 주장하였는데 이런 박인수의 주장은 '순결의 확률이 70분의 1이다'라는 유행어를 낳으며 세상의 큰 관심을 모았었다.
이에 1심 법정은 "법은 정숙한 여인의 건전하고 순결한 정조만 보호할 수 있다."고 하면서 혼인빙자간음죄에 대해서는 무죄를 선고하고, 단지 공무원 사칭에 대해서만 유죄를 선고하여 2만 환의 벌금형에 처하였다. 그러나 2심, 3심에서는 유죄가 선고, 1년의 징역형이 확정되었다.

## 대중문화에 끼친 영향
- EBS 문화사 시리즈 《명동백작》에서 이 사건을 주제로 5편에 방송하였다.
- SBS TV의 《SBS 스페셜 - 꼬리에 꼬리를 무는 그날 이야기》의 2020년에 방송된 재구성한 다큐멘터리 프로그램이다.
- MBC 《제1공화국》 30화를 통째로 이 시건을 극화해 방영한 바 있다.

## 참고자료
- 《대한민국 50년사 1권》, 임영태 저. p222
- 한국판 카사노바 박인수 사건 조선일보 1999. 6. 28